# 河内みかん
河内みかん（かわちみかん）は、熊本県熊本市河内町の金峰山山麓の西側で多く栽培されているウンシュウミカンである。

## 歴史
1782年（天明2年）に河内領主牛島七郎佐衛門橘公基が、それ以前に育てられていた小みかんより優れた温州みかんの栽培を奨励したことが始まりである。
1934年（昭和9年）には河内町内に県立果樹実験場が設置され、生産向上や増殖を目的としてより高度なみかん栽培技術の普及が図られた。
現在は主に4代目が栽培に従事しており、後継者育成も進められている。

## 栽培されている主な地区
- 熊本市
  - 河内町白浜
  - 河内町河内
  - 河内町船津